# Лібревіль
Лібреві́ль (ісп. і фр. Libreville) — столиця і найбільше місто Габону (населення станом на 1 січня 2005 року — 578 156 осіб). Місто також є великим портом на річці Габон, біля Гвінейської затоки, і значним торговим центром регіонального ринку лісоматеріалів.

## Історія

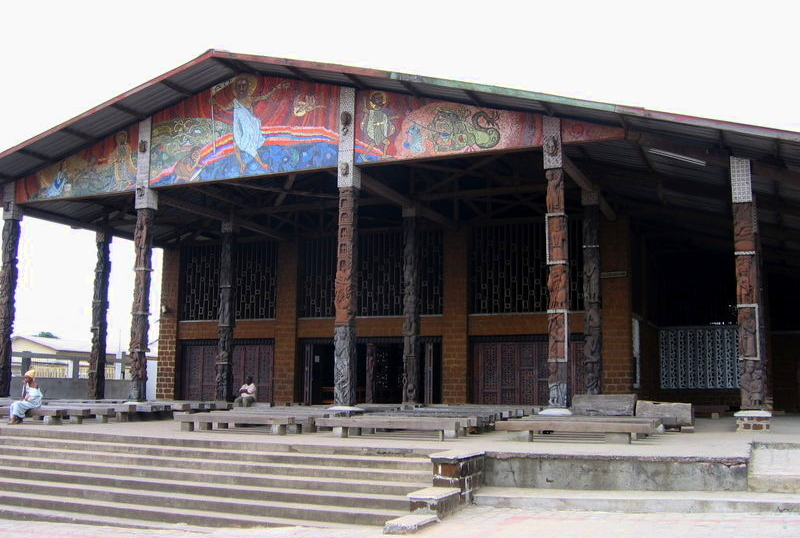
Церква Святого Михайла де Нкембо

Посольство Сполучених Штатів

Задовго до приходу сюди французів в 1839 році, на цій території протягом багатьох років проживало плем'я мпонгве. У 1846 році бразильський корабель L'Elizia, що перевозив рабів для наступного перепродажу, був захоплений французьким флотом недалеко від Лоанго. Раби були звільнені і в 1848 році заснували тут Лібревіль (що в перекладі з французької означає «вільне місто» і є аналогією англійського Фрітауна). З 1934 до 1946 рік місто виконувало функції головного порту Французької Екваторіальної Африки, а в 1940 році стало основною метою Габонській операції.
Лібревіль із часом перетворився з факторії і невеликого адміністративного центру на велике місто з чисельністю населення в 32 000 осіб, в 1960 році отримав статус столиці Габону. Перший банк був відкритий в місті лише в 1930 році, коли Банк Західної Африки розмістив тут свою філію. З дня набуття незалежності місто значно виросло і зараз вміщає близько половини населення всієї країни.

## Клімат
Лібревіль знаходиться в зоні тропічного мусонного клімату і характеризується наявністю довгого вологого і короткого сухого сезонів. Вологий сезон триває приблизно 9 місяців (з вересня по травень). У цей час випадає велика кількість опадів. Сухий сезон триває з червня по серпень, у цей період у середньому щорічно випадає близько 35 мм опадів. Як і в багатьох інших містах, розташованих в тій же кліматичній зоні, температура в Лібревілі залишається відносно стабільною протягом усього року. Вона досягає свого максимуму в березні (в середньому, близько 30 °C), а мінімуму в липні (близько 26,4 °C).
| Клімат Лібревілю           | Клімат Лібревілю | Клімат Лібревілю | Клімат Лібревілю | Клімат Лібревілю | Клімат Лібревілю | Клімат Лібревілю | Клімат Лібревілю | Клімат Лібревілю | Клімат Лібревілю | Клімат Лібревілю | Клімат Лібревілю | Клімат Лібревілю | Клімат Лібревілю |
| Показник                   | Січ.             | Лют.             | Бер.             | Квіт.            | Трав.            | Черв.            | Лип.             | Серп.            | Вер.             | Жовт.            | Лист.            | Груд.            | Рік              |
| Середній максимум, °C      | 29,5             | 30,0             | 30,2             | 30,1             | 29,4             | 27,6             | 26,4             | 26,8             | 27,5             | 28,0             | 28,4             | 29,0             | 28,6             |
| Середня температура, °C    | 26,8             | 27,0             | 27,1             | 26,6             | 26,7             | 25,4             | 24,3             | 24,3             | 25,4             | 25,7             | 25,9             | 26,2             | 25,9             |
| Середній мінімум, °C       | 24,1             | 24,0             | 23,9             | 23,1             | 24,0             | 23,2             | 22,1             | 21,8             | 23,2             | 23,4             | 23,4             | 23,4             | 23,3             |
| Норма опадів, мм           | 250.3            | 243.1            | 363.2            | 339.0            | 247.3            | 54.1             | 6.6              | 13.7             | 104.0            | 427.2            | 490.0            | 303.2            | 2841.7           |
| Вологість повітря, %       | 86               | 84               | 84               | 84               | 84               | 81               | 81               | 81               | 84               | 87               | 87               | 86               | 84               |
| -------------------------- | ---------------- | ---------------- | ---------------- | ---------------- | ---------------- | ---------------- | ---------------- | ---------------- | ---------------- | ---------------- | ---------------- | ---------------- | ---------------- |
| Джерело: Libreville / NOAA |                  |                  |                  |                  |                  |                  |                  |                  |                  |                  |                  |                  |                  |

## Економіка
На сьогодні Лібревіль є найбільшим портом на Атлантичному океані та головним транспортним вузлом країни. Основні статті експорту: каучук, пальмова олія, какао і тропічні сорти деревини. У місті розташовані підприємства харчової, текстильної, деревообробної промисловості, а також корабельні. У місті є ТЕС й діє університет.

## Транспорт
Міжнародний аеропорт Лібревіля, розташований за 11 кілометрів від міста, є найбільшим аеропортом Габону.

## Мова
Офіційною мовою є французька. Зрозуміти жителів міста досить просто, попри дещо спотворену вимову.

## Культура

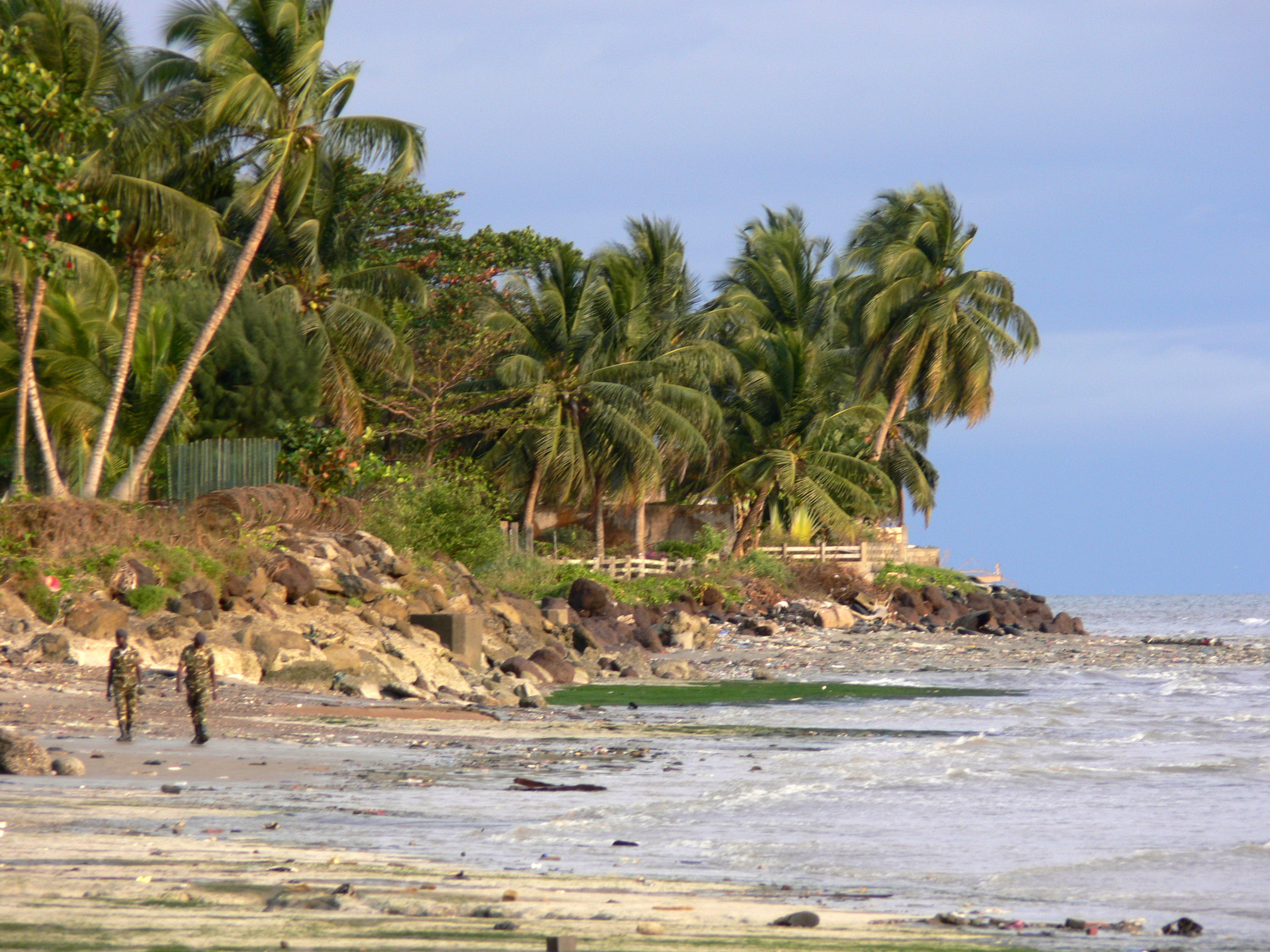
Пляж у Лібревілі

До визначних пам'яток Лібревіля відносяться:
- Національний музей мистецтв і традицій, що володіє колекцією ритуальних масок народностей фанґ, мітсого і теке
- Французький культурний центр
- Собор Св. Марії
- Церква Сен-Мішель, відома своєю архітектурою і хором, який використовує для музичного супроводу своїх виступів народні музичні інструменти
- Розташовані неподалік «культурні села»